# Body (canção de Sean Paul)
"Body" é uma canção do cantor jamaicano Sean Paul com a participação do grupo de hip hop americano Migos. A música foi lançada como download digital em 28 de abril de 2017 pela Island Records. A faixa chegou ao número 76 no UK Singles Chart.

## Faixas e formatos
| Download digital |                    |         |  |
| N.º              | Título             | Duração |  |
| 1.               | "Body" (com Migos) | 3:26    |  |

## Desempenho nas tabelas musicais

### Posições
| Tabela (2017)                    | Melhor posição |
| -------------------------------- | -------------- |
| Canadá (Canadian Hot 100)        | 98             |
| Escócia (Scottish Singles Chart) | 53             |
| Reino Unido (UK Singles Chart)   | 76             |